# Muerte de cómic
En la comunidad de fanáticos de los cómics, particularmente los estadounidenses, la aparente muerte y el subsecuente regreso a la vida de un personaje de larga duración es llamado a menudo «muerte de cómic». Una muerte de un cómic generalmente no es tomada en serio por los lectores y rara vez es permanente o significativa más que para propósitos de la trama o temáticos. El término no se aplica usualmente a personajes que tienen la habilidad de regresar de la muerte como un poder o habilidad establecida, tales como Solomon Grundy o Ra's al Ghul.

## Contexto
Comentando sobre el impacto y papel de las muertes de los personajes de los cómics, el autor Geoff Johns afirmó que:«La muerte en los cómics de superhéroes es cíclica en su naturaleza, y por muchas razones, ya sean razones de trama, razones de derechos de autor o razones relacionadas con los fanáticos». El fenómeno de la muerte de cómic es particularmente común para los personajes de superhéroes. El guionista y escritor Danny Fingeroth ha sugerido que la naturaleza de los superhéroes requiere que no envejezcan y sean a la vez inmortales.
Una expresión alguna vez común con respecto a la muerte de cómic era la de que «Nadie permanece muerto, excepto Bucky, Jason Todd y el tío Ben», haciendo referencia a la importancia seminal de las muertes de estos personajes para la historia y narrativa del titular: Bucky como sidekick del Capitán América (muerto de manera retroactiva en 1964), Todd como el segundo Robin de Batman (muerto en 1988) y Ben como el tío de Spider-Man (muerto desde 1962). Este principio de larga data fue roto en 2005, cuando Jason Todd volvió a la vida como Red Hood y la historia de Bucky fue cambiada por retrocontinuidad mostrando que había sobrevivido al accidente que aparentemente lo mató, y fue reintroducido como el Soldado de Invierno que había permanecido en las sombras durante décadas.
En tanto que la muerte en los cómics de superhéroes estadounidenses suele ser temporal, es muy raro que los lectores se tomen en serio la muerte de un personaje. En consecuencia, al morir un personaje, los lectores experimentan una escasa sensación de pérdida y simplemente se quedan preguntándose cuánto tiempo pasará antes de que vuelvan a la vida.

## Ejemplos notables
Si bien varias muertes de cómic son bien conocidas, dos de las más famosas son la «muerte» de Jean Grey en 1980 en la «Saga de Fénix Oscura» de Marvel y la de Superman en la muy publicitada historia de DC Comics de 1993 «La muerte de Superman». Con todo, hay una distinción importante entre los dos: mientras que nunca se pretendió que la muerte de Superman fuera permanente, sino que volvería a la vida al final de la historia, la de Jean tenía la intención de ser permanente, pues a opinión del editor Jim Shooter tal sería el único resultado satisfactorio en tanto Jean había cometido un asesinato en masa. A pesar de esto, la historia se modificó a posteriori unos años después para facilitar el regreso del personaje de Jean.
En 2007, la muerte del Capitán América llegó a los titulares de prensa de muchos países cuando aparentemente falleció, pero Steve Rogers regresó en Captain America: Reborn en 2009, dos años después.
La empresa estadounidense de pasabocas Planters citó las muertes de cómics (particularmente aquellas adaptadas en el Universo cinematográfico de Marvel) como inspiración para una trama en la que mató a su mascota centenaria, el Sr. Peanut (Sr. Cacahuate), en enero de 2020 haciéndolo renacer como un bebé el mes siguiente.

## Reconocimiento dentro de las propias historias
Sasquatch: A veces, los tipos buenos resucitan, aunque no tan a menudo como los malos...

Talisman: Pero eso realmente sólo les ocurre a los peces grandes del negocio de los superhéroes.— Capitán América, el  Submarinero, gente como ellos.
Alpha Flight #23, junio de 1985

Thing: ¡Pero yo pensaba que ustedes los X-Men siempre regresaban de la muerte!
Fantastic Four vol. 1 #395, diciembre de 1994

She-Hulk: (con el testamento de Charles Xavier en la mano) Sé que esta es una pregunta delicada y que normalmente no tendría que hacer, pero ustedes son los X-Men y con ustedes no hay normal... A su leal saber y entender, ¿está Xavier realmente muerto? Sólo pregunto porque ambos sabemos que "muerto" y "muerto muerto"...
Uncanny X-Men vol. 3 #23 (septiembre de 2014)

Los personajes de cómic mismos han hecho comentarios sobre la frecuencia de las resurrecciones. El Profesor X, por ejemplo, ha comentado que «en el cielo mutante no hay puertas perladas, sino puertas giratorias». Cuando Siryn se entera de la muerte de su padre, se niega a llorarlo, afirmando vertiginosamente que, en tanto su padre había muerto como un X-Men, era probable que resucitara pronto, sorprendiendo a sus amigos. Posteriormente, su padre vuelve a la vida, pero los Gemelos de Apocalipsis lo reclutan como parte de sus nuevos Jinetes de Apocalipsis. El escritor de obituarios del periódico ficticio de Marvel Comics, el Daily Bugle, una vez se quejó con el reportero Ben Urich respecto a cuántas retractaciones había tenido que escribir tras cada resurrección de un superhéroe o supervillano. En un número de The Incredible Hercules, hay un juego de apuestas para que superhéroes fallecidos vuelvan a la vida.